# ونتورث فالز (نیو ساوت ولز)
ونتورث فالز (به انگلیسی: Wentworth Falls) یک شهرک در استرالیا است که در نیو ساوت ولز واقع شده‌است.